# Copa del Rey de fútbol 1906
La Copa del Rey de Fútbol 1906, y oficialmente Campeonato de España de 1906, fue la cuarta edición de esta competición. Se disputó en abril de 1906 en Madrid y la conquistó el Madrid Foot-Ball Club por segunda vez consecutiva.
El torneo se disputó como un triangular entre los días 9 y 11 de abril en el Hipódromo de la Castellana de Madrid. El primer partido lo disputaron el 9 de abril, Madrid F. C. y Club Recreativo de Huelva. Los madrileños se impusieron a los andaluces. El segundo día, el 10 de abril, se disputó el partido decisivo entre los favoritos para llevarse el torneo, Madrid F. C. y Athletic Club, el cual se saldó con victoria para los madrileños. El desarrollo del campeonato propició que el segundo partido fuera decisivo, y que sea considerado por la Federación Española como la final del mismo.
El último partido fue disputado entre bilbaínos y onubenses para dilucidar el subcampeón del torneo, con resultado favorable a los primeros, el día 11 de abril.

## Desarrollo

### Participantes
Participaron tres equipos en la edición de 1906. Debutó en el torneo el Club Recreativo de Huelva representando a Andalucía, a pesar de que esta región carecía aún de un campeonato regional. El ganador de la Copa Cataluña, el X Sporting Club renunció a participar en la Copa por motivos económicos y de índole interna.
| Equipos participantes | Equipos participantes | Equipos participantes     |
| --------------------- | --------------------- | ------------------------- |
| Madrid Foot-Ball Club | Athletic Club         | Club Recreación de Huelva |

## Fase final
| 1.ª jornada; 9 de abril de 1906 | Madrid F. C.                  | 3 - 0 | C. R. Huelva | Hipódromo de la Castellana, Madrid |                   |
|                                 | - Giralt - Revuelto - Parages |       |              | Árbitro(s): Prado                  | Árbitro(s): Prado |

| 3.ª jornada; 11 de abril de 1906 | Athletic Club | 2 - 1 | C. R. Huelva | Hipódromo de la Castellana, Madrid |                    |
|                                  | 88' Sin datos |       | Watterson    | Árbitro(s): Alonso                 | Árbitro(s): Alonso |

### Final
El sistema fue de liguilla pero este fue el partido decisivo y es considerado por la R. F. E. F. como final del torneo. 
| 1  | POR | Manuel Alcalde       |  |
| 2  | DEF | José Ángel Berraondo |  |
| 3  | DEF | Quincho Yarza        |  |
| 4  | MED | Patache Giralt       |  |
| 5  | MED | Enrique Normand      |  |
| 6  | MED | Manuel Yarza         |  |
| 7  | DEL | Armando Giralt       |  |
| 8  | DEL | Federico Revuelto    |  |
| 9  | DEL | Antonio Alonso       |  |
| 10 | DEL | Manuel Prast         |  |
| 11 | DEL | Pedro Parages        |  |

| 1  | POR | Javier Prado          |  |
| 2  | DEF | José Irízar           |  |
| 3  | DEF | Remigio Eguren        |  |
| 4  | MED | Ignacio Allende       |  |
| 5  | MED | Miguel Ángel de Uribe |  |
| 6  | MED | Tomás Murga           |  |
| 7  | DEL | Joaquín Elósegui      |  |
| 8  | DEL | Eustaquio Celada      |  |
| 9  | DEL | Raimundo Moreno       |  |
| 10 | DEL | Hermenegildo García   |  |
| 11 | DEL | Pascual Manzárraga    |  |

| 1T' · 2T' · 2T' · 2T' | Prast Parages Prast Parages | 1:0 2:0 3:0 4:0 |

| 2T' | Uribe | 4:1 |

| Principal | Watterson |

| 1  | POR | Manuel Alcalde       |  |
| 2  | DEF | José Ángel Berraondo |  |
| 3  | DEF | Quincho Yarza        |  |
| 4  | MED | Patache Giralt       |  |
| 5  | MED | Enrique Normand      |  |
| 6  | MED | Manuel Yarza         |  |
| 7  | DEL | Armando Giralt       |  |
| 8  | DEL | Federico Revuelto    |  |
| 9  | DEL | Antonio Alonso       |  |
| 10 | DEL | Manuel Prast         |  |
| 11 | DEL | Pedro Parages        |  |

| 1  | POR | Javier Prado          |  |
| 2  | DEF | José Irízar           |  |
| 3  | DEF | Remigio Eguren        |  |
| 4  | MED | Ignacio Allende       |  |
| 5  | MED | Miguel Ángel de Uribe |  |
| 6  | MED | Tomás Murga           |  |
| 7  | DEL | Joaquín Elósegui      |  |
| 8  | DEL | Eustaquio Celada      |  |
| 9  | DEL | Raimundo Moreno       |  |
| 10 | DEL | Hermenegildo García   |  |
| 11 | DEL | Pascual Manzárraga    |  |

| 1T' · 2T' · 2T' · 2T' | Prast Parages Prast Parages | 1:0 2:0 3:0 4:0 |

| 2T' | Uribe | 4:1 |

| Principal | Watterson |

| 1  | POR | Manuel Alcalde       |  |
| 2  | DEF | José Ángel Berraondo |  |
| 3  | DEF | Quincho Yarza        |  |
| 4  | MED | Patache Giralt       |  |
| 5  | MED | Enrique Normand      |  |
| 6  | MED | Manuel Yarza         |  |
| 7  | DEL | Armando Giralt       |  |
| 8  | DEL | Federico Revuelto    |  |
| 9  | DEL | Antonio Alonso       |  |
| 10 | DEL | Manuel Prast         |  |
| 11 | DEL | Pedro Parages        |  |

| 1  | POR | Javier Prado          |  |
| 2  | DEF | José Irízar           |  |
| 3  | DEF | Remigio Eguren        |  |
| 4  | MED | Ignacio Allende       |  |
| 5  | MED | Miguel Ángel de Uribe |  |
| 6  | MED | Tomás Murga           |  |
| 7  | DEL | Joaquín Elósegui      |  |
| 8  | DEL | Eustaquio Celada      |  |
| 9  | DEL | Raimundo Moreno       |  |
| 10 | DEL | Hermenegildo García   |  |
| 11 | DEL | Pascual Manzárraga    |  |

| 1T' · 2T' · 2T' · 2T' | Prast Parages Prast Parages | 1:0 2:0 3:0 4:0 |

| 2T' | Uribe | 4:1 |

| Principal | Watterson |

| 1  | POR | Manuel Alcalde       |  |
| 2  | DEF | José Ángel Berraondo |  |
| 3  | DEF | Quincho Yarza        |  |
| 4  | MED | Patache Giralt       |  |
| 5  | MED | Enrique Normand      |  |
| 6  | MED | Manuel Yarza         |  |
| 7  | DEL | Armando Giralt       |  |
| 8  | DEL | Federico Revuelto    |  |
| 9  | DEL | Antonio Alonso       |  |
| 10 | DEL | Manuel Prast         |  |
| 11 | DEL | Pedro Parages        |  |

| 1  | POR | Javier Prado          |  |
| 2  | DEF | José Irízar           |  |
| 3  | DEF | Remigio Eguren        |  |
| 4  | MED | Ignacio Allende       |  |
| 5  | MED | Miguel Ángel de Uribe |  |
| 6  | MED | Tomás Murga           |  |
| 7  | DEL | Joaquín Elósegui      |  |
| 8  | DEL | Eustaquio Celada      |  |
| 9  | DEL | Raimundo Moreno       |  |
| 10 | DEL | Hermenegildo García   |  |
| 11 | DEL | Pascual Manzárraga    |  |

| 1T' · 2T' · 2T' · 2T' | Prast Parages Prast Parages | 1:0 2:0 3:0 4:0 |

| 2T' | Uribe | 4:1 |

| Principal | Watterson |

|                      |
| Campeón Madrid F. C. |
| 2.º título           |

## Goleadores
| Jugador           | Equipo                    | GF |
| ----------------- | ------------------------- | -- |
| Pedro Parages     | Madrid Foot-Ball Club     | 3  |
| Manuel Prast      | Madrid Foot-Ball Club     | 2  |
| Watterson         | Club Recreación de Huelva | 1  |
| Armando Giralt    | Madrid Fútbol Club        | 1  |
| Federico Revuelto | Madrid Fútbol Club        | 1  |
| Uribe             | Athletic Club             | 1  |